# Meridiano 51 W
O meridiano 51 W é um meridiano que, partindo do Polo Norte, atravessa o Oceano Ártico, América do Norte, Oceano Atlântico, América do Sul, Oceano Antártico, Antártida e chega ao Polo Sul. Forma um círculo máximo com o Meridiano 129 E.
Começando no Polo Norte, o meridiano 51º Oeste tem os seguintes cruzamentos:
| País, território ou mar | Notas |
| ----------------------- | --- |
| Oceano Ártico           | |
| Mar de Lincoln          | |
| Gronelândia             | |
| Fiorde Sherard Osborn   | |
| Gronelândia             | Ilha principal e ilha de Alluttoq, ilha principal (2.ª vez), Ilha Stor, e ilha principal (3.ª vez), incluindo Península de Nuussuaq |
| Baía de Disko           | |
| Gronelândia             | Passa por diversos fiordes |
| Oceano Atlântico        | |
| Brasil                  | Amapá - passa a leste de Macapá e no Rio Amazonas Pará - passa por várias ilhas na foz do Rio Amazonas Mato Grosso Goiás Mato Grosso do Sul Minas Gerais (parte mais ocidental do Estado) São Paulo Paraná Santa Catarina Rio Grande do Sul (Porto Alegre) |
| Lagoa dos Patos         | |
| Oceano Atlântico        | |
| Oceano Antártico        | |
| Antártida               | Território reivindicado pela Argentina (Antártida Argentina) e Reino Unido (Território Antártico Britânico) |